# Cape Coast
Cape Coast je hlavní město ghanské oblasti Central Region, jedno z historicky nejvýznamnějších měst v této zemi. Leží na mysu v Guinejském zálivu přibližně 120 km jihozápadně od hlavního města Akkry. Podle sčítání lidu z roku 2021 žilo v Cape Coast 189 925 obyvatel. Ve městě se nachází otrokářský hrad Cape Coast, který je zapsán na seznam světového dědictví UNESCO.
Původní názvy města jsou Oguaa a Kotokuraba (v překladu „krabí řeka“ nebo „krabí vesnice“). Portugalští mořeplavci João de Santarém a Pedro Escobar, kteří proplouvali kolem tohoto místa v roce 1471, jej označili jako Cabo Corso (v překladu „krátký mys“), z čehož byl pravděpodobné následně odvozen název Cape Coast. V roce 1650 zde Švédové postavili sídlo, ze kterého se později stal hrad Cape Coast. Kolem něj se postupně rozrostla většina současného města. V roce 1650 jej převzali Nizozemci a následně jej po dvou letech rozšířili. V roce 1664 byl hrad dobyt Spojeným královstvím. Důvodem pro vznik hradu na Cape Coast byl obchod. Obchodníci z různých evropských zemí stavěli tyto pevnosti a hrady podél pobřeží dnešní Ghany, a to především pro ochranu výnosného trojúhelníkového obchodu.
Cape Coast se stalo důležitým sídlem ašantských obchodníků, přístavem na cestách a britským obchodním a správním hlavním městem Zlatonosného pobřeží až do roku 1877, kdy se hlavním městem stala Akkra.
Město je sídlem Univerzity v Cape Coast, přední ghanské univerzity v oblasti výuky a výzkumu, univerzita se nachází na kopci s výhledem na Atlantský oceán. Nachází se zde také Technická univerzita v Cape Coast.